# Ipomoea alba

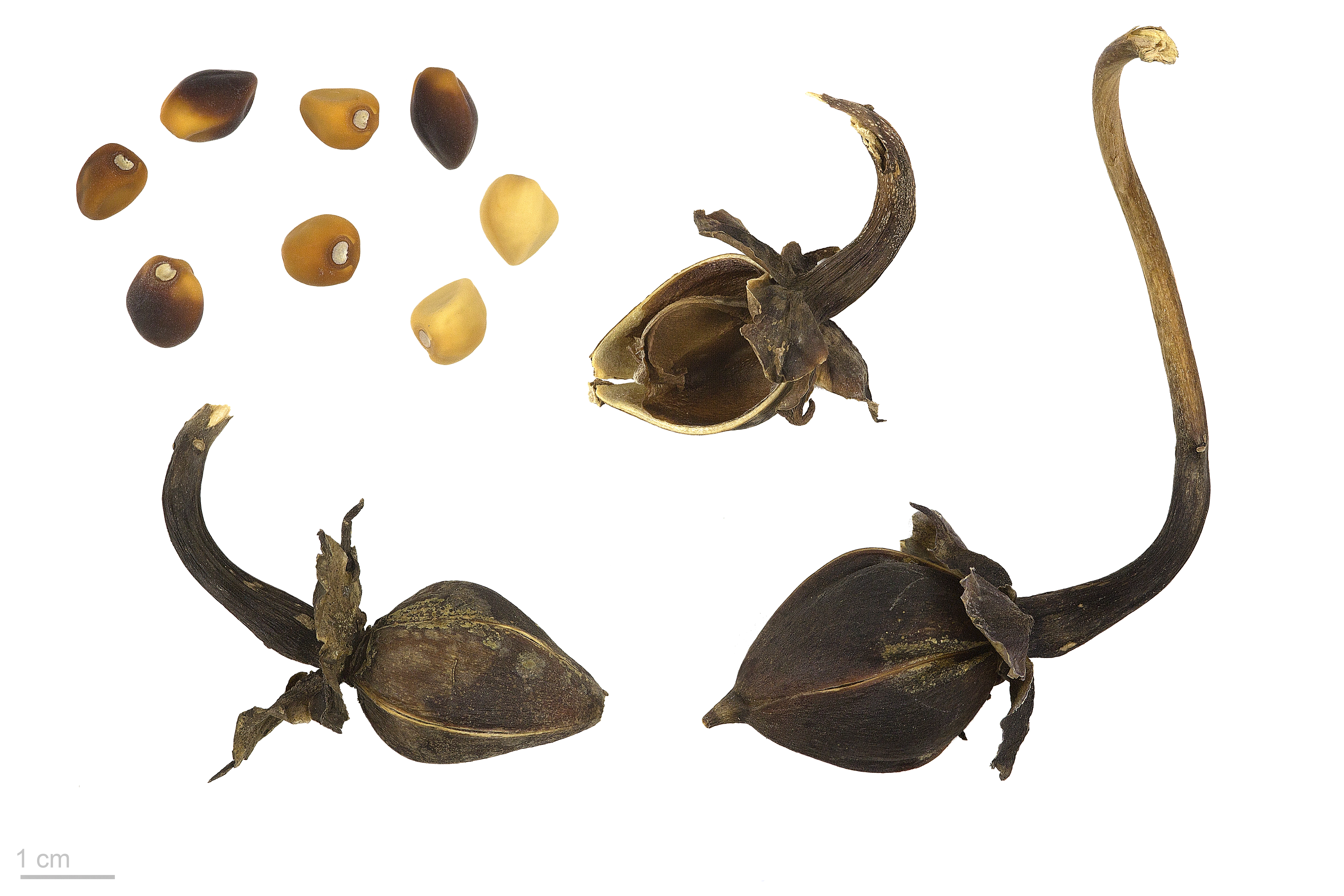
Ipomoea alba - MHNT

Ipomoea alba, ou dama-da-noite, é uma espécie do género Ipomoea de floração noturna, nativa das regiões tropicais e subtropicais da América, desde o norte da Argentina até ao México e Florida.
Trata-se de uma liana herbácea perene que cresce a alturas entre os 5 e os 30 metros, com caules entrelaçados. As folhas são inteiras ou trilobadas, brancas ou rosadas, com 8 a 14 cm de diâmetro, e com um pedúnculo com 5 a 20 cm de comprimento. As flores são fragrantes. O perfume forte, exalado à noite, assim que as flores se abrem, é um atrativo a mais para a polinização, feita por mariposas. As flores abrem rapidamente ao cair da noite mantendo-se assim até serem tocadas pela luz do sol.

## Uso histórico
As antigas civilizações mesoamericanas utilizavam a Ipomoea alba para converter o látex de Castilla elastica e da planta do guaiúle, em borracha, utilizada no fabrico de bolas saltitantes. O enxofre presente nesta planta servia para vulcanizar a borracha, um processo que antecedeu a descoberta de Charles Goodyear em pelo menos 3000 anos.

## Cultivo
Esta espécie é largamente cultivada como planta ornamental devido às suas flores. Em áreas demasiado frias para permitir a sua sobrevivência no inverno, pode ser criada como planta anual. A propagação é geralmente feita por meio de sementes. Em alguns locais é uma espécie invasora que pode causar problemas em ambiente agrícolas.
A boa-noite é uma planta que requer plena exposição solar, um solo fértil e bem drenado, enriquecido com matéria orgânica, além de uma irrigação regular. Embora seja uma espécie tipicamente encontrada em regiões tropicais, pode ser cultivada como uma planta anual em locais com clima temperado, sendo recomendado o plantio na primavera, pois ela apresenta um rápido desenvolvimento nessa estação. É importante ressaltar que a boa-noite não tolera geadas, mas pode resistir a curtos períodos de seca ou encharcamento. A multiplicação dessa planta pode ser feita tanto por estaquia quanto por sementes.